# Potemnemus tuberifer
Potemnemus tuberifer är en skalbaggsart som beskrevs av Charles Joseph Gahan 1894. Potemnemus tuberifer ingår i släktet Potemnemus och familjen långhorningar. Inga underarter finns listade i Catalogue of Life.